# پاندا الکترونیکس
پاندا الکترونیکس (انگلیسی: Panda Electronics) یک تولیدکننده چینی محصول‌های الکترونیکی است. این محصول‌ها شامل تلفن همراه، کارت دیتا، تلویزیون و دستگاه گیرنده دیجیتال تلویزیون، نرم‌افزار اداری، وسیله‌های الکترونیکی، ماهواره، راه‌حل‌های ارتباطی تلفن همراه و همچنین راه‌حل‌های نظارت ایمنی بی‌سیم هستند. در سال ۱۹۹۶ شرکت نانجینگ پاندا الکترونیکس توسط گروه پاندا در بورس اوراق بهادار هنگ کنگ و بورس شانگهای گنجانده شد.